# カプリ・レオーネ
カプリ・レオーネ（イタリア語: Capri Leone, シチリア語: Capri Liuni）は、イタリア共和国シチリア州メッシーナ県にある、人口約4,400人の基礎自治体（コムーネ）。

## 地理

### 位置・広がり
メッシーナ県のコムーネ。県都メッシーナから西へ73kmの距離にある。

#### 隣接コムーネ
隣接するコムーネは以下の通り。
- カーポ・ドルランド
- フラッツァノ
- ミルト
- サン・マルコ・ダルンツィオ
- トッレノーヴァ